# Emil Purgly

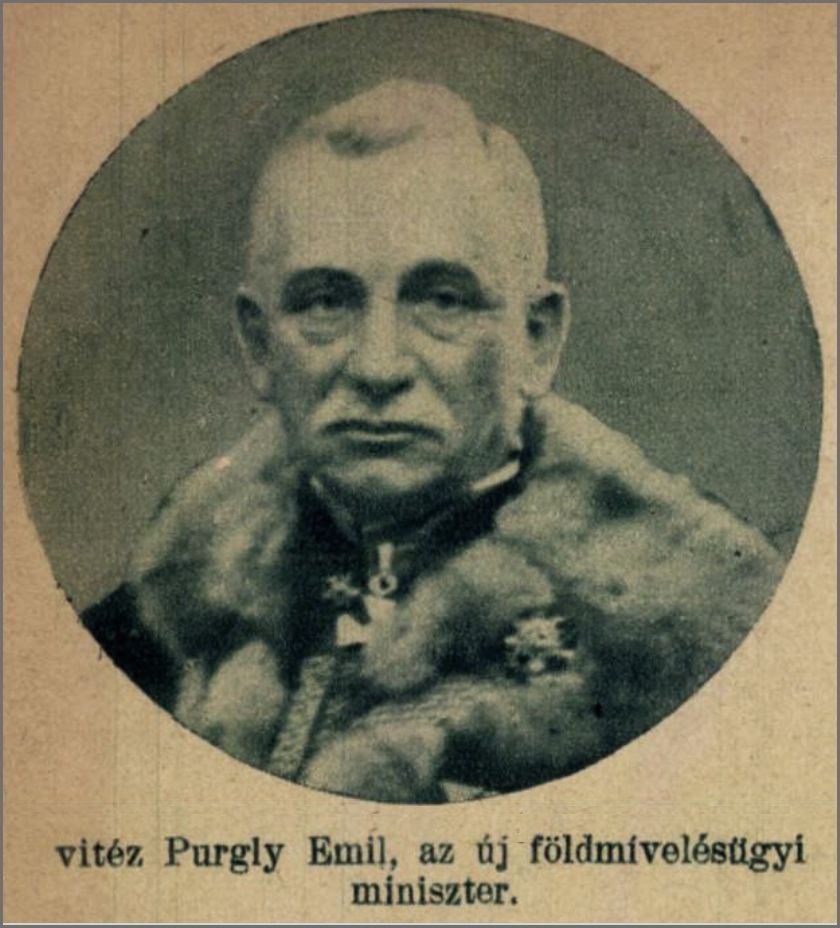
Emil Purgly (1932)

Vitéz Emil Purgly von Jószáshely (* 19. Februar 1880 in Tompapuszta, Komitat Csanád; † 13. Mai 1964 in Budapest) war ein ungarischer Politiker, Obergespan und Ackerbauminister (1932).

## Leben
Purgly besuchte die landwirtschaftliche Akademie in Magyaróvár, studierte Jura in Budapest und bewirtschaftete anschließend sein gut in Tompapuszta (heute Teil von Battonya). 1922 wurde Purgly Obergespan des Komitats Csanád und Arad, das im Folgejahr zum Komitat Csanád-Arad-Torontál vereinigt wurde. Ab 1929 war er bis 1944 als gewähltes Mitglied der Landeslandwirtschaftskammer Mitglied des Oberhauses im ungarischen Parlament. Vom 4. Februar bis 1. Oktober 1932 war er im Kabinett von Gyula Károlyi Landwirtschaftsminister.